# Новая жизнь (газета, Липецкая область)
«Но́вая жизнь» — общественно-политическая газета Усманского района Липецкой области.
Под названием «У́сманская газе́та» впервые вышла 29 (16)  марта 1917 года. Первый редактор —    Б. П. Княжинский. 
Позже неоднократно меняла своё имя, называлась «Кра́сным путём», «Путём Ле́нина». Сегодня называется «Новой жизнью».
Является одной из старейших газет Липецкой области и старейшим печатным изданием города Усмани.
В 1995 году Союз журналистов России отметил газету премией за освещение событий Великой Отечественной войны.
Учредителями газеты являются: МАУ "Редакция общественно-политической газеты "Новая жизнь"; Управление по делам печати, телерадиовещания и связи Липецкой области; администрация Усманского муниципального района Липецкой области РФ; Совет депутатов Усманского муниципального района Липецкой области РФ; администрация городского поселения город Усмань Усманского муниципального района Липецкой области РФ.
Помимо политических материалов в «Новой жизни» публикуются заметки читателей.